# 한국의 매듭
매듭은 삼국 시대로 거슬러 올라가는 한국의 전통 수공예품이다.
한국의 매듭 기술은 중국 매듭의 영향을 받은 것으로 여겨지지만, 한국 매듭은 디자인, 색상, 지역 특색을 반영한 전통 문화로 발전했다. 한국식 매듭은 독특한 꼬기 기법을 사용한다. 한국의 매듭은 실용적인 용도로 매듭을 사용하는 고대 한국의 관습에서 유래하였는데, 대표적인 용도로는 그물, 농기구, 돌칼, 도끼 등을 거는 용도가 있다.
전통적으로 매듭은 주로 허리에 사냥 도구들을 매는 데 사용되었는데, 처음에는 왕족들만 사용하다가 나중에는 서민들도 사용하게 되었으며, 오늘날 한국의 미술가들은 장신구, 보석류, 가정 인테리어 장식과 같은 작품들에 전통 매듭을 사용하고 있다.

## 설계
한국 매듭은 중국이나 일본의 매듭보다 더 단단하고, 더 입체적이며, 술이 길다는 특징이 있으며, 사용되는 코드의 색상과 유형에서도 중국 매듭과 차이점을 지니고 있다.
완성된 매듭은 앞 뒤의 모양이 같고 좌우로 대칭을 이루고 있다. 하나 또는 두 개의 스레드를 사용하여 만들 수 있다.

## 한국 매듭의 역사

### 선사 시대
신석기 시대의 매듭은 실용적인 용도로만 사용되었는데, 당시 매듭은 돌도끼, 칼, 그 외 사냥과 조리에 사용되는 각종 도구들을 허리에 묶어 운반하는 용도로 주로 사용되었다. 석기 시대의 한 도구는 실을 감은 후 매듭을 짓는 구멍을 보여주고 있는데, 청동기 시대 유물에서 이와 비슷한 증거가 발견되었다. 당시 매듭은 여러 줄을 꼬거나 짜서 강화했다.

### 삼국 시대 (4세기 ~ 668년)
한국사에서 매듭에 대한 가장 오래된 기록은 서기 357년으로 거슬러 올라가는 고구려의 안악 3호분 벽화에서 찾을 수 있다. 사람들은 매듭의 미적 가치를 눈치채기 시작했고, 실용적인 용도로만 사용되는데 그쳤던 매듭은 이윽고 장식예술의 한 형태로 발전했다.
삼국 시대 사람들은 매듭을 옷, 칼 등의 장식으로도 사용했다. 삼국사기에서는 신라 시대의 일상 생활에서 매듭을 사용하는 방법을 설명하고 있으며, 지배자들이 말을 장식하기 위해 매듭을 사용했다는 기록이 전해지고 있다.

### 고려 시대 (918년 ~ 1392년)
고려 시대의 불화에는 당시 사용된 매듭의 모습이 묘사되어 있다. 이 시기 동안 매듭은 장신구의 장신구와 예술품으로 널리 사용되었다. 고려 시대의 매듭은 현재 모두 실전되어 남아 있지 않다.

### 조선 시대 (1392년 ~ 1910년)
조선 시대에 들어서면서 매듭은 더욱 다양해지고 정교해졌다. 조선에서 매듭은 높은 사회적 지위의 상징이었고 궁정에서 품위와 위신을 나타내는 표시로 여겨졌다. 당시 매듭은 전통 악기와 한복, 특히 여성복이나 목걸이, 펜던트, 귀걸이 등의 장신구를 장식하는 데 사용되었으며, 조선의 지배자들은 양반을 위한 궁전과 장신구를 장식하기 위해 그들 자신의 매듭 제작자를 고용하기도 했다.
1870년대 후반부터 조선 조정이 무너지기 시작하고 서구 열강과의 접촉으로 서구화가 진행되며  한국의 전통 매듭법이 사라지기 시작했다.

### 일제 강점기 (1910년 ~ 1945년)
한국인들 사이에서 매듭에 대한 수요가 너무 높아지기 시작하자 매듭이 상품화되었다. 그러나 일제가 민족 말살 정책을 시행하고 서구 문화가 한반도로 유입되며 전통이 바뀌면서 수요가 감소했다. 매듭은 대중에게 거의 보이지 않게 되었다.

## 한국 매듭의 종류
한국 매듭의 기본 유형은 30가지가 넘는다. 일부 자료에 따르면 기본 매듭의 종류는 38개이다. 그러나 이러한 기본 유형에는 다양한 변형과 지역 버전을 포함하고 있다. 가장 일반적인 매듭은 다음과 같다.
- 딸기매듭 - 딸기와 비슷한 매듭
- 도래매듭 - 가장 기본적인 형태의 매듭으로,[2] 매듭을 연결하고 매듭을 고정하거나 마무리할 때 사용한다.
- 귀도래매듭 - 이 유형의 매듭을 설명하는 많은 다른 이름이 있지만 일반적으로 귀도래라고 한다. 이 매듭은 고정되지 않는 경향이 있다.
- 국화매듭 - 국화 모양을 한 매듭으로 매화와 자주색 실로 묶으면 가을과 영원을 나타내는 것 같다.[7][8] 그것은 중국 판 창 매듭과 유사하다.[7]
- 매화매듭 - 이 매듭은 매화꽃을 닮았다.[2] 아기옷, 노리개 등에 쓰인다.
- 나비매듭 - 나비 매듭.[8]
- 생족매듭 - 생강 매듭.[7]

## 한국의 매듭 사용법
다양한 색상의 한국 매듭은 벨트, 식별용 및 악기 장식 요소 등에 사용되었다. 궁정에서는 매듭을 착용자의 위엄과 위신을 나타내는 데에 사용하였다. 종교적인 이유로 매듭에 불교 장신구를 장식하기도 하였다.
매듭의 가장 일반적인 용도는 여성들이 옷을 장식하기 위해 착용하는 한국의 전통 장신구인 노리개였다. 노리개는 한복의 아름다움을 돋보이게 하기 위해 남녀노소 불문하고 따로 가지고 다니는 장식용 주머니에 사용되었다. 매듭은 모든 사회적 신분에 걸쳐 사용되었지만 특정인에게만 사용이 허용된 경우도 있었다. 예를 들어, 부채를 장식하기 위해 매듭을 사용하는 것은 고위 관료들에게만 허용되었다.

## 현대 한국의 매듭
1994년 대한민국에 문화산업국이 설립된 후, 특히 문화 상품 분야에서 전통 매듭이 현대 한국 생활에서 사용되는 예시가 증가했다. 한국의 매듭은 외국 예술가들의 디자인에도 사용되었는데, 보통 공간을 채우고 고전적인 느낌을 주기 위해 사용되는 기본매듭인 가락지매듭과 장신구 파우치에 사용하는 망사매듭의 형태가 주로 사용되고 있다.